# Аликата, Марио
Марио Аликата (итал. Mario Alicata; 8 мая 1918 года, Реджо-ди-Калабрия ― 6 декабря 1966 года, Рим) ― итальянский политик, деятель рабочего движения, публицист и литературный критик.

## Биография
Сын сицилийцев Антонино Аликаты и Луиджины Фацио-Альмайер, Марио Аликата родился в Реджо-ди- Калабрия, где его отец был главой организации инженеров-строителей. С 1925 года он учился в Палермо, а затем с 1933 года в Классическом лицее Торквато Тассо в Риме. В столицу семья переехала после того, как отец был назначен инспектором Министерства общественных работ. Вместе с Бруно Зеви, Паоло Алатри, Карло Кассола и другими одноклассниками он основал Circolo giovanile di cultura moderna (Молодежную группу современной культуры). В 1936 году он поступил на литературный факультет университета Сапиенца, где вступил в Университетскую группу фашистов и участвовал в студенческих соревнованиях, организованных фашистской студенческой организацией в Неаполе в 1937 году и в Палермо в 1938 году.
В эти годы Аликата познакомился со многими молодыми студентами-антифашистами, такими как Пьетро Инграо, Карло Салинари, Марио Сократ, Карло Мускетта, Альдо Натоли, Лучио Ломбардо Радиче, Паоло Алатри и Паоло Буфалини. Он также сотрудничал с римской газетой Il Piccolo, журналом Джузеппе Боттаи Primato, литературными еженедельниками Il Meridiano di Roma и La Ruota. Он тайно вступил в Коммунистическую партию Италии в 1940 году, когда он окончил курс высшего образования, защитив дипломную работу на тему «Винченцо Гравина и эстетика начала XVIII века». Затем он стал помощником Наталино Сапеньо, который был его руководителем.
В 1941 году он стал редактором римского издательства Einaudi вместе с Джайме Пинтором и Карло Мускеттой. Там он сочинил несколько киносценариев по мотивам произведений Джованни Верга и работал с Лукино Висконти над фильмом «Одержимость» (по мотивам романа Джеймса М. Кейна «Почтальон всегда звонит дважды»), лента которого была уничтожен в 1943 году фашистскими властями из-за своего провокационного содержания.
Женился на Джулиане Спани в декабре 1941 года. В следующем году был арестован и вышел на свободу только с падением фашистского режима. Участвовал в сопротивлении немецким оккупантам в Риме, руководил Il Lavoro italiano ― общим периодическим изданием профсоюзов вместе с христианским демократом Альберто Каналетти Гауденти и социалистом Олиндо Вернокки. Тайно входил в число редакторов l'Unità под руководством Селесты Негарвиль.
Сразу после освобождения Рима вошёл в правительство Коммуны Рима. С 1945 по 1948 год он руководил неаполитанской газетой La Voce, в 1946 году был избран в городской совет Неаполя, в 1949 году вместе с Джорджо Амендола руководил коммунистическим еженедельником La Voce del Mezzogiorno. На выборах 18 апреля 1948 года он был избран в Палату депутатов от округа Неаполь-Казерта. После этого был назначен региональным секретарем Коммунистической партии Калабрии и стал членом центрального комитета Коммунистической партии Италии.
В 1950 году он стал членом секретариата Национального комитета возрождения Южной Италии, который организовал исследование условий жизни южан, опубликованное в La Voce del Mezzogiorno. Был представителем меньшинства в парламентской комиссии, которая обсуждала результаты расследования. Переизбран депутатом в 1953 и 1958 годах от округа Катандзаро-Козенца-Реджо-Калабрия, он также был мэром Мелиссы, Калабрия, с 1953 года.
В полемике, инициированной Пальмиро Тольятти на тему отношений между политикой и культурой против Элио Витторини, Аликата заявил, что убеждён, что искусство должно помогать «людям в борьбе за справедливость и свободу». Выступая против Карло Леви и Рокко Скотелларо, Аликата утверждал, что возрождение южного крестьянства может быть достигнуто за счёт «руководства рабочего класса и союза с ним», который будет направлен против «традиционных врагов Юга: агропромышленного блока Италии и иностранного империализма».
С 1954 по 1964 год он руководил журналом Cronache meridionali вместе с Джорджо Амендолой, Франческо де Мартино, Херардо Кьяромонте, Джорджо Наполитано, Росарио Виллари и другими. Он возглавлял Комиссию по культуре Коммунистической партии Италии с 1955 года, был членом партийного правления с 1956 года и был главным редактором L'Unità с 1962 года. Он подписал редакционную статью первого номера теоретического журнала Critica marxista в феврале 1963 года ― в том же году, когда он был переизбран депутатом от округа Сиена. С 1964 года он был членом Секретариата Коммунистической партии.
В августе 1966 года он осудил ущерб, нанесенный Агридженто спекуляциями недвижимостью, и в своей заключительной речи в зале обвинил правящий класс в неспособности защитить культурное наследие Италии. Внезапно скончался в Риме 6 декабря 1966 года в возрасте сорока восьми лет.